# Historia twojego życia
Historia twojego życia (tyt. oryg. Stories of Your Life and Others) – zbiór wielokrotnie nagradzanych opowiadań autorstwa Teda Chianga, opublikowany w 2002 roku. Wydany w Polsce w 2006 roku przez Wydawnictwo Solaris w przekładzie Agnieszki Sylwanowicz, Michała Jakuszewskiego i Dariusza Kopocińskiego.
Zbiór został nagrodzony Locusem w 2002 r.
Opowiadanie Historia twojego życia zostało zekranizowane pod przez Denisa Villeneuve’a pod tytułem Nowy początek.

## Spis opowiadań
- Historia twojego życia (Story of Your Life, Nebula 1998, Theodore Sturgeon Award 1999)
- Piekło to nieobecność Boga (Hell Is the Absence of God, Nebula 2001, Hugo 2002, Nagroda Locusa 2001)
- Wieża Babilonu (Tower of Babylon, Nebula 1990)
- Siedemdziesiąt dwie litery (Seventy-Two Letters, Nagroda Sidewise 2000)
- Dzielenie przez zero (Division by Zero, 1991)
- Ewolucja ludzkiej nauki (The Evolution of Human Science, 2000)
- Co ma cieszyć oczy (Liking What You See: A Documentary, 2002)
- Zrozum (Understand, 1991)